# Підгірці (Томашівський повіт)
Підгірці (пол. Podhorce) — село в Польщі, у гміні Томашів Томашівського повіту Люблінського воєводства. Населення — 445 осіб (2011).

## Історія
1725 року вперше згадується церква східного обряду в селі.
У 1975-1998 роках село належало до Замойського воєводства.

## Населення
Демографічна структура станом на 31 березня 2011 року:
|          | Загалом | Допрацездатний вік | Працездатний вік | Постпрацездатний вік |
| -------- | ------- | ------------------ | ---------------- | -------------------- |
| Чоловіки | 213     | 50                 | 137              | 26                   |
| Жінки    | 232     | 45                 | 122              | 65                   |
| Разом    | 445     | 95                 | 259              | 91                   |